# Eudoxe de Cyzique
Pour les articles homonymes, voir Eudoxe.
Eudoxe de Cyzique (en Ευδοξος / Eudoxos), floruit circa 130 av. J.-C., est un navigateur et marchand grec qui voyagea vers l'Inde et explora les côtes d'Arabie et d'Inde. Il est le premier explorateur européen à tenter une circumnavigation de l'Afrique et à atteindre le monde indien par voie maritime.

## Biographie sommaire
Originaire de Cyzique, ville grecque de Mysie, située en Anatolie sur les bords de la mer de Marmara, la vie personnelle de cet homme nous est presque intégralement inconnue. On sait seulement qu'il était au service de Ptolémée VIII Évergète II, roi d'Égypte de la dynastie lagide de 145 à 116 av. J.-C, pour le compte duquel il effectua ses expéditions en Inde.
Ses voyages sont mentionnés par Posidonios d'Apamée en premier lieu mais nous sont rapportés par la critique que Strabon fait à partir de l'œuvre de Posidonios.

## Le voyage
Le voyage d'Eudoxe s'inscrit dans la continuité des mouvements d'explorations lancés par les Lagides en direction de l'Océan indien par la Mer rouge dès le début du IIIe siècle av. J.-C. Bien que dangereuse et difficile d'accès pour les Grecs, qui ignoraient alors comment utiliser les vents de mousson, les richesses de l'Inde valait la peine de prendre le risque pour les souverains d'Égypte, qui subventionnaient les marchands prêts à tenter l'aventure mais prélevaient au retour une part très élevée des denrées rapportées.
Il voyage en 118 et 116 av. J.-C. à partir d’un port égyptien de la mer Rouge jusqu’en Inde. Ces expéditions auraient été motivé par l'arrivée à la cour d'Alexandrie d'un pilote indien naufragé qui semble avoir proposé à Ptolémée VIII de servir de guide vers l'Inde. Désigné pour commander ce voyage, inédit à l'époque, Eudoxe revient une première fois, les cales de ses navires chargées de parfums, d'épices et de pierres précieuses.
Eudoxe repart une seconde fois pour l'Inde vers 116 - 115 av. J.-C., cette fois sans le concours d'un pilote indien et durant la régence de la veuve de Ptolémée VIII, Cléopâtre III. À son retour, la mousson du nord-est le détourne vers les côtes de l'Éthiopie, au sud du Cap Guardafui. Il y fit du négoce avec les habitants et dressa même un lexique des mots qu'ils employaient.
Mais surtout, il découvre la proue en bois d'une épave d'un navire venu, d'après ce qu'on lui dit, de l'ouest. Or, une fois revenu à Alexandrie, on lui affirma que la figure de proue, en forme de cheval, serait caractéristique des navires de pêche de la colonie punique de Gadès, sur la côte sud-atlantique de l'Espagne. Il soupçonne alors que l'Afrique est entourée par l'Océan. Selon Posidonios, il aurait tenté d'exécuter ce voyage à partir de Gadès, ce dont doute Strabon.
Plus précisément, il choisit de se rendre en Inde par la Méditerranée, en contournant l'Afrique et le verrou de Suez. Le projet n'avait rien de nouveau, puisque le navigateur carthaginois Hannon, sans doute au milieu du Ve siècle av. J.-C., a effectué une exploration de la côte occidentale de l'Afrique en partant de Gadès et peut-être jusqu'au Gabon. Le compte-rendu de son voyage, inscrit sur une stèle installée dans le temple de Baal à Carthage, était connu par des traductions grecques du IVe siècle av. J.-C. 
Parti de Cyzique, sa ville natale, il fit voile jusqu'à Gadès, d'où il prit la direction du sud après avoir embarqué, semble t-il, des musiciens et des danseuses à l'intention d'un roi indien.
Après quelques incidents, il rencontre des populations qui, d'après lui, parlaient la même langue que ceux avec lesquels il avait commercé sur la côte orientale du continent. Il est difficile de savoir jusqu'où le navigateur est allé mais certains pensent que les tribus qu'il a côtoyées auraient été des populations congolaises de langue Bantou, voire des Hottentots. Selon Strabon, dont le scepticisme vis à vis des découvertes d'Eudoxe est connu, ce dernier n'aurait pas dépassé les frontières de la Maurétanie, à l'époque du règne de Bocchus (vers 110 - 80 av. J.-C.), c'est-à-dire au sud de l'actuel Maroc.
Revenu à Gadès depuis la Numidie, Eudoxe y fit construire deux nouveaux bateaux, dans lesquels il embarqua des semences et des outils agricoles, puis reprit la route du sud, pour un voyage de plusieurs années. C'est là où nous perdons sa trace, puisqu'il ne revint jamais de cette deuxième expédition.
Après lui, plus aucun explorateur ne se risqua sur la côte occidentale de l'Afrique au-delà du Cap Bojador (aujourd'hui Cap boujdour, dans le Sahara occidental) avant les explorations portugaises de la fin du Moyen Âge.
Un autre navigateur grec, Hippalus, est parfois crédité de la découverte de la route vers l'Inde. Il est parfois décrit comme faisant partie des expéditions d'Eudoxe.
Il est le narrateur de la nouvelle The Golden Wind de Lyon Sprague de Camp.